# Рижанова Алла Олександрівна
Рижанова Алла Олександрівна (нар. 22 липня 1960, Ухта, РФ) — українська науковиця в галузі соціальної педагогіки, викладач, кандидат педагогічних наук (1995), доцент (2001), доктор педагогічних наук (2006), професор (2011).

## Біографія
Алла Олександрівна Рижанова народилася 22 липня 1960 року в місті Ухта. У 1983 році закінчила Харківський державний інститут культури, бібліотечний факультет. У 1985 році почала викладати у ХДІК на кафедрах дитячої літератури та бібліотечної роботи з дітьми та бібліотекознавства. Протягом 1992—1995 років навчалася в аспірантурі Київського державного інституту культури. У 1995 році захистила кандидатську дисертацію «Концепція розбудови шкільної бібліотеки в контексті інформатизацій суспільства» (науковий керівник — К. Т. Селіверстова). З 1995 року працювала в ХДАК на кафедрі соціальної педагогіки на посадах викладача, старшого викладача, доцента, професора, у 2010—2019 роках обіймала посаду завідувачки кафедри.
Закінчила докторантуру в Харківській державній академії культури (1999—2002). У 2005 році захистила докторську дисертацію «Розвиток соціальної педагогіки в соціокультурному контексті» (науковий консультант — професор Дмитренко Тамара Олександрівна). Працювала проректором з науково-педагогічної та виховної роботи у 2007—2014 роках. У 2011 році здобула вчене звання професора. Підвищувала кваліфікацію з теми «Професійна підготовка соціальних педагогів у Словенії» у Люблянському університеті на факультеті педагогіки (2016). Здійснювала наукове керівництво докторантами, аспірантами, серед яких захистили 11 кандидатських, 2 докторські дисертації.
Упродовж 2010—2014 років входила до складу експертної комісії з педагогіки щодо питань проведення експертизи дисертацій МОН України.
Член спеціалізованої вченої ради Д 29.053.03 у Луганському національному університеті імені Тараса Шевченка (2007), член Експертної ради ВАК з педагогіки (2010). У 2017 році входила до складу журі Всеукраїнської студентської олімпіади з соціальної педагогіки.
Голова секції «Педагогіка» у складі журі обласного етапу Всеукраїнського конкурсу — захисту науково-дослідницьких робіт учнів-членів Малої академії наук (2017).
Рижанова Алла Олександрівна обіймає посаду професора кафедри соціальної роботи і менеджменту соціокультурної діяльності Сумського державного педагогічного університету імені А. С. Макаренка.
Науковиця є автором понад 120 наукових та науково-методичних праць, монографій, навчальних посібників, енциклопедій, авторських програм із соціальної педагогіки, актуальних проблем методології соціальної педагогіки, теорії та історії соціального виховання, інноваційних методів викладання у вищій школі.

## Основні праці
- Соціальна педагогіка: конспект лекцій. Ч. 1 : Основи соціальної педагогіки / [уклад. А. О. Малько] ; М-во культури і мистецтв України, Харків. держ. ін-т культ. — Харків: ХДІК, 1998. — 59 с.
- Малько А. О. Теоретико-методологічні основи розвитку соціальної педагогіки: монографія / А. О. Малько ; Харків. держ. акад. культури. — Харків: ХДАК, 2004. — 285 с.
- Рижанова А. Соціальна педагогіка як галузь педагогіки / Рижанова А. // Соц. педагогіка: теорія та практика. — 2007. — № 4. — С. 15-21.
- Рижанова А. О. Соціалізація студентської молоді в умовах інформаційного суспільства / А. О. Рижанова // Вісник Харківської державної академії культури: зб. наук. пр. : До 80-річчя Харків. держ. акад. культури / Харків. держ. акад. культури ; [ред. кол.: В. М. Шейко (відп. ред.) та ін.] ; за заг. ред. В. М. Шейка. — Харків: ХДАК, 2009. — Вип. 27. — С. 200—208.
- Рижанова А. О. Гармонійний розвиток особистості / Рижанова А. О. // Енциклопедія для фахівців соціальної сфери. — Київ ; Сімферопіль, 2012. — С. 131—133.
- Рижанова А. О. Медіаосвіта як складова вищої освіти для інноваційного розвитку України / А. О. Рижанова // Вісн. Луган. нац. ун-ту ім. Тараса Шевченка: Педагогічні науки. — [Старобільськ], 2017. — № 8, ч. 1. — С. 215—223.
- Трансформація соціальної педагогіки та соціальної роботи в культурі інформаційного суспільства: колект. монографія (до 90-річчя ХДАК) / [авт. кол.: А. О. Рижанова та ін. ; за наук. ред. А. О. Рижанової] ; М-во культури України, Харків. держ. акад. культури. — Харків: ХДАК, 2019. — 207 с.
- Ryzhanova A. O. High school students' dependence on virtual social networks: Approaches to socio-pedagogical prevention in Ukraine / Ryzhanova A. O., Potomkina N. Z., Polyanichko A. O. // Journal of Educational and Social Research. — 2021. — Vol. 11. — Iss. 4. — С. 148—160.
- Development of Social Creativity of Future Culture Managers / A. O. Ryzhanova, N. O. Maksymovska, O. M. Bilyk // Journal of Educational and Social Research. — 2022. — Vol. 12, № 6. — P. 63-80.